# منطقة شعب جنوب غرب إثيوبيا
منطقة شعب جنوب غرب إثيوبيا (بالأمهرية: የደቡብ ምዕራብ ኢትዮጵያ ህዝቦች ክልል)‏ هي إحدى ولايات إثيوبيا، استقطعت عن منطقة الأمم الجنوبية بعد استفتاء أجري بتاريخ 23 نوفمبر 2021.